# SAブレイン

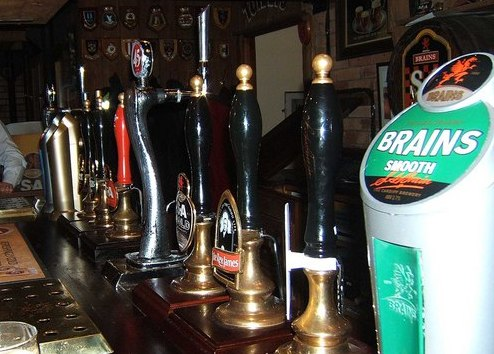
ブレインズのビール

SAブレイン (SA Brain) は、イギリスウェールズのビール会社である。
1997年ラネリ醸造所 (lanelli brewery) を、1999年ハンコックス醸造所 (Hancocks Brewery) を併合した。

## ブランド
- ブレインズ (Brains)
- バックリーズ (Buckley’s)
- ハンコックス (Hancocks)